# Berlin-Heinersdorf
 Niederschönhausen is een stadsdeel van Berlijn. Het ligt in het westen van het district Pankow. 

## Ligging
Heinersdorf grenst in het noorden aan Blankenburg, in het oosten aan Stradtrandsiedlung Malchow, in het zuiden aan Weißensee en in het oosten aan Pankow.

## Geschiedenis
Het dorp werd rond 1230 gesticht en bleef lange tijd heel landelijk. De eerste vermelding van het dorp dateert uit 1319, toen markgraaf Waldemar het gebied dat toen Hinrickestorppe heette verkocht aan het Heilig-Weist-Hospital zu Berlin. 
In 1858 waren er nog maar 228 inwoners. In 1920 werd de gemeente, met toen 1006 inwoners opgenomen in Groot-Berlijn en bij Pankow ingedeeld. In 1986 werd Heinersdorf samen met Blankenburg en Karow overgeheveld naar het district Weißenwee, maar dit fuseerde in 2001 weer met Pankow.

## Verkeer
Het station Pankow-Heinersdorf aan de Stettiner Bahn werd op 1 oktober 1893 geopend en ligt weliswaar in Pankow, maar grenst wel aan Heinersdorf. 
De tramlijn M2 verbindt Rosenthal met het centrum van Berlijn. Er zijn plannen om de lijn verder te verlengen tot Blakenburg. 
Blankenburg ·
Blankenfelde ·
Buch ·
Französisch Buchholz ·
Heinersdorf ·
Karow ·
Niederschönhausen ·
Pankow ·
Prenzlauer Berg ·
Rosenthal ·
Stadtrandsiedlung Malchow ·
Weißensee ·
Wilhelmsruh